# Voluntaris de Protecció Civil Andorra Rugby XV
Voluntaris de Protecció Civil Andorra Rugby XV (principalment conegut com a VPC Andorra XV) és un equip de rugbi que es troba a Andorra la Vella. Actualment, el club andorrà de rugbi juga al Campionat de Catalunya, després de jugar al de França des de l’any 1986. Anteriorment ja havia participat al Campionat de Catalunya.

## Història

### Origen i fundació
El rugbi és dels esports més tradicionals a Andorra. El VPC es va fundar l’any 1961, com una secció de rugbi del FC Andorra /Secció de rugbi del Futbol Club Andorra. Un grup d’estudiants que havien practicat rugbi a França i a Espanya, van decidir d’introduir l'esport al país. Després, el grup es va anomenar VPC Andorra XV. L’acrònim VPC significa «Voluntaris de Protecció Civil». La idea original era de rebre ordres per part del cap de bombers i servir al país, si fos necessari, per a col·laborar en diverses tasques de protecció civil: incendis, localitzar gent desapareguda, rescats de muntanya, en col·laboració de servei. (arribada del Tour, visita als coprínceps, etc.) Tot i que, l'estat andorrà disposa d’una estructura efectiva de Protecció Civil, l'equip encara té determinació per cooperar quan sigui necessari. El 30 d'octubre del 1963 és quan es va acordar en la creació d'aquest Cos de Voluntaris de Protecció Civil, sota la supervisió del Consell General.

### Campionat Català i Espanyol (1961-1986)
Al principi, el VPC Andorra va participar en la Federació Catalana de Rugbi, seguint la Federació Espanyola de Rugbi. Els primers resultats van ser bons, situant-se entre els millors equips del rugbi espanyol i català. Desafortunadament, en l’any 1971, l'equip va arribar en un acord amb la federació en què el club no podia ascendir categories, ja que no representava a l'estat espanyol. El grup va acceptar de què podien retirar aquesta clàusula en un futur. L'equip andorrà va dominar el Campionat Català de Rugbi, guanyant una sèrie de títols. La Copa Catalunya va permetre al VPC Andorra XV participar en la Copa del Rei de Rugbi d’Espanya, vencent a equips del Campionat Català i del Campionat Espanyol (UE Santboiana, FC Barcelona Rugby, RC Cornellà, etc.). El club andorrà va guanyar la Copa Catalunya l’any 1977, amb resultats satisfactoris, demostrant que el VPC Andorra devia competir en categories altes.

### Campionat de França (1986-actualitat)
El VPC Andorra perdia esperances de competir en el nivell més alt del sistema del rugbi espanyol. Així que, es va arribar a la decisió de competir a França la temporada 1986-1987 al comitè de Roussillon i en el comitè de Midi-Pyrénées l’any 1993. L'equip va tenir un començament complicat. Van ascendir dos cops de categoria i guanyant dues vegades el Campionat d’Honor de Midi-Pyrénées, ascendir a Fédérale 3.

## Equips juvenils i femenins
El VPC Andorra XV disposa actualment d’una escola de rugbi. També, l'equip juvenil, filial i femení són els pilars de l'equip andorrà, basat en el futur de l'esport al país.

## Palmarès
Competició espanyola
Campionat de Catalunya
Campions (4): 1975-76, 1976-77, 1977-78, 1978-79
Subcampions (3): 1974-75, 1979-80, 1980-81
Copa del Rei de Rugbi
Semifinalista: 1965
Copa Catalunya
Campions (1): 1977
Subcampions (1): 1975
Copa Principat
Campions (1): 1972
Copa President
Campions (1): 1984
Competició francesa
Honneur Midi-Pyrénées
Campions (1): 2010-11

## Equip actual
| Jugador            | Posició    | Unió    |
| Edisher Jamrulidze | Prop       | Geòrgia |
| Stefano Tosatti    | Prop       | Andorra |
| Enric Closa        | Prop       | Andorra |
| Eric Risco         | Prop       | Andorra |
| Joan Fite          | Lock       | Andorra |
| Dani Raya          | Lock       | Andorra |
| Toni Carmona       | Flanker    | Andorra |
| Tiago Macedo       | Flanker    | Andorra |
| Sammuel Taul       | Flanker    | Tonga   |
| Paul Alieu (c)     | Flanker    | Andorra |
| Pol Uriguen        | Flanker    | Andorra |
| Jonathan Garcia    | Scrum-half | Andorra |
| Roger Fite         | Centre     | Andorra |
| Josep Mª Simón     | Centre     | Espanya |
| Marc Gisbert       | Wing       | Andorra |
| Kim Jordan         | Wing       | Andorra |
| Marc Abello        | Fullback   | Andorra |
| Julien Ginesta     | Fullback   | Andorra |

## Jugadors destacats
Otar Barkalaia - Geòrgia